# بلو پاند (آلاباما)
بلو پاند (به انگلیسی: Blue Pond) یک منطقهٔ مسکونی در ایالات متحده آمریکا است که در شهرستان چروکی، آلاباما واقع شده‌است. بلو پاند ۱۹۹٫۹۵ متر بالاتر از سطح دریا قرار دارد.